# David Levy (Schachspieler)
David Neil Lawrence Levy (* 14. März 1945 in London) ist ein schottischer Schachmeister und Computerexperte. Außerdem hat er als Autor mehrere Bücher über Schach aber auch zu Themen wie Künstliche Intelligenz sowie Liebe und Sex zwischen Mensch und Sexrobotern veröffentlicht.

## Schach
|   | a | b | c | d | e | f | g | h |   |
| 8 |   |   |   |   |   |   |   |   | 8 |
| 7 |   |   |   |   |   |   |   |   | 7 |
| 6 |   |   |   |   |   |   |   |   | 6 |
| 5 |   |   |   |   |   |   |   |   | 5 |
| 4 |   |   |   |   |   |   |   |   | 4 |
| 3 |   |   |   |   |   |   |   |   | 3 |
| 2 |   |   |   |   |   |   |   |   | 2 |
| 1 |   |   |   |   |   |   |   |   | 1 |
|   | a | b | c | d | e | f | g | h |   |

Stellung nach 55. Td7–c7: Levy, als Schwarz, gab auf.
Levy gewann 1968 und 1975 die Meisterschaft Schottlands und spielte zwischen 1968 und 1978 bei allen sechs Schacholympiaden in Folge für die schottische Mannschaft. Er bekam 1969 – nach seinem guten Abschneiden beim Zonenturnier in Portugal – vom Weltschachverband FIDE den Titel Internationaler Meister verliehen. Er wird bei der FIDE als inaktiv geführt, da er seit 1978 keine gewertete Partie mehr gespielt hat.

### Computerschach
Internationales Aufsehen erregte Levy 1968 mit seiner Wette, dass er die nächsten zehn Jahre gegen kein Computerschachprogramm einen Wettkampf verlieren werde. Ein Match über fünf Partien gegen das damals stärkste Programm Chess 4.7 gewann er 1978 in Toronto zwar deutlich mit 3,5:1,5, er war aber der erste Schachmeister, der gegen ein Schachprogramm ein Remis abgeben musste (1. Matchpartie) beziehungsweise sogar verlor (siehe Diagramm). Chess 4.7 lief auf einer Großrechenanlage (eine Control Data Cyber 176) in Minnesota, die Züge wurden telefonisch übertragen. Die Maschine konnte zirka 3.000 Stellungen in der Sekunde berechnen (zum Vergleich: ein heutiges kommerzielles PC-Schachprogramm bringt es auf etwa 2 Millionen Positionen).
Im Jahr 1989 war Levy chancenlos gegen das Programm Deep Thought und verlor einen Wettkampf mit 0:4.

## Weitere Tätigkeiten
In den frühen 1970er Jahren lehrte Levy an der Universität Glasgow „ALGOL-Programmierung“ und „Künstliche Intelligenz“. Im Jahr 1997 gewann Levy als Leiter seines Teams den Loebner-Preis für die Entwicklung des Programms mit dem menschenähnlichsten Verhalten (siehe auch: Turing-Test).
David Levy ist Mitbegründer der Mind Sports Organisation (MSO) und bildete zusammen mit Raymond Keene und Tony Buzan deren Vorstand sowie Mitbegründer der International Computer Games Association (ICGA), deren Präsident er zwei Mal, von 1986 bis 1992 und von 1999 bis Ende 2018, war. In diesem Zusammenhang ist er Ausrichter der „Mind Sports“-Olympiade (seit 1997), die neben Schach auch Wettbewerbe wie Go, Scrabble und Gedächtnisdisziplinen umfasst.
David Levy verfasste mehr als vierzig Bücher über Schach und Computer.

## Werke (Auswahl)
- Chess and computers. Batsford, London 1976, ISBN 0-7134-3178-4.
- Learn chess from the world champions. Pergamon Press, Oxford 1979, ISBN 0-08-021387-1.
- (Mit Raymond Keene): How to Play the Opening in Chess. Batsford, London 1993, ISBN 0-8050-2937-0.
- (Mit Kevin O’Connell): Wie spielt man Königsindisch. Rau, Düsseldorf 1992, ISBN 3-7919-0197-4.
- Love and Sex With Robots: The Evolution of Human-Robot Relationships. B&T, 2007, ISBN 978-0-06-135975-0.